# Els Valentins
Els Valentins är en ort i Spanien.   Den ligger i provinsen Província de Tarragona och regionen Katalonien, i den östra delen av landet, 300 km öster om huvudstaden Madrid. Els Valentins ligger 223 meter över havet och antalet invånare är 266.
Terrängen runt Els Valentins är platt söderut, men norrut är den kuperad. Runt Els Valentins är det ganska tätbefolkat, med 144 invånare per kvadratkilometer. Närmaste större samhälle är Vinaròs, 18,7 km sydost om Els Valentins. Trakten runt Els Valentins består till största delen av jordbruksmark.